# Украинская автокефальная православная церковь (1919—1937)
Украинская автокефальная православная церковь или  «липковцы», или «самосвяты» — украинская православная церковная организация, возникшая во время в 1919—1920 году. Первоначально пользовалось поддержкой советской власти с целью ослабления Русской православной церкви. Приостановила свое существование в конце 1930-х годов вследствие массовых репрессий в СССР.

## Движение за автокефалию в 1917—1919 годы
После Февральской революции 1917 года на Украине оформилось движение за отделение православной церкви в ряде епархий Юга России от российской государственной власти и одновременно от Православной Российской церкви.
Особенно активную деятельность в движении за самостоятельность Украинской православной церкви вёл протоиерей Василий Липковский, ещё задолго до революции известный как ревностный украинофил. По его инициативе весной 1917 года основано «Братство воскресения». На Подольском и Полтавском епархиальных соборах в апреле и мае 1917 года было выражено желание иметь независимую украинскую православную церковь. Полтавский собор высказался за восстановление в православной церкви на Украине соборного устройства, назначения украинцев на епископские кафедры, украинизацию богослужений. Видимо, светские власти Украины церковный вопрос интересовал мало. В утверждённый 7 августа 1917 года состав Центральной рады вошёл лишь один депутат-священник Павел Погорелко. Кроме того, Синод Русской православной церкви пошёл на уступки в вопросе об языке, дав летом 1917 года согласие на использование украинского языка в проповедях и в церковно-приходских школах в местностях с преобладанием украинского населения. Тем не менее движение за автокефалию продолжилось в форме продвижения идеи созыва Всеукраинского собора. В августе 1917 года Киевский епархиальный съезд создал предсоборную комиссию.
Приход к власти большевиков усилил сепаратистские тенденции на Украине и активизировал обсуждение вопроса об автокефалии. В Центральной раде религиозный вопрос не получил особого внимания, зато сторонники автокефалии нашли поддержку в солдатской среде. 9 ноября 1917 года в Киеве 3-й Всеукраинский военный съезд принял резолюцию об автокефалии Украинской православной церкви, её независимости от государства и об украинизации богослужений. На Съезде был сформирован комитет по созыву Всеукраинского церковного собора из 30 человек, во главе которого встал Алексий (Дородницын), который ещё весной 1917 года после съезда духовенства и мирян Владимирской епархии, потребовавшей удаления архиерея Алексея (Дородницына) за «деспотическое» управление и грубое обращение с духовенством, а также в связи с обвинениями в близости к Григорию Распутину. 23 ноября 1917 года на совместном заседании комитета и предсоборной комиссии в Киево-Печерской лавре была создана Временная всеукраинская православная церковная рада, почётным председателем которой стал Алексий (Дородницын). Этот орган начал рассылать по украинским консисториям своих комиссаров, которые пытались подчинить себе епархии. Например, прибывший в Екатеринославскую епархию комиссар, предъявив удостоверение за подписью Алексия (Дородницына), потребовал прекратить поминовение патриарха Московского, разослать свои воззвания об автокефальном управлении церковью, а также провести выборы делегатов на Всеукраинский собор. Вскоре в Екатеринославе возникла местная Временная церковная рада, заседания которой проходили под председательством епископа Евлампия (Краснокутского).
Против деятельности украинского национально-церковного движения с самого начала выступили епископы Русской православной церкви на Украине, а также часть духовенства. 24 ноября 1917 года совет приходских церквей города Киева обратился с приветствием к патриарху и просил его не допустить созыва Всеукраинского собора 28 декабря 1917 года. В ноябре 1917 года в Киев была послана делегация во главе с митрополитом Платоном «для устроения местной церковной жизни». Всеукраинская церковная рада поспешила послать в Москву двух делегатов — священника Александра Маричева и прапорщика Т. Н. Голикова. Соборный совет во главе с патриархом заявил им, что благословляет украинцев на созыв в декабре 1917 года в Киеве собора только на «канонических основаниях». В Москву был вызван епископ Алексий (Дородницын). После того как он уклонился от прибытия, 4 января 1918 года в Михайловском монастыре трое митрополитов и один архиепископ подписали акт о запрещении в служении епископа Алексия.
Глава Центральной рады Михаил Грушевский отказался вмешиваться в церковные дела, заявив: «Обойдёмся без попов!». Некоторый вклад в обострении отношений Временной церковной рады оказало Генеральное секретарство внутренних дел, которое назначило в этот орган своего комиссара А. Карпинского, запретившего поминовение в молебнах российского войска и российской власти, а также предписавшего церковным властям вести все сношения с патриархом Московским только через него.
Собор открылся 7 января 1918 года в Софийском соборе Киева. На открытии выступил комиссар А. Карпинский, который от имени Генерального секретариата заявил, что у Собора только один путь — «дать украинской церкви автокефальность». 23 января 1918 года к Киеву подошла Красная армия, и Собор прекратил свою работу.
Собор восстановился в июне 1918 года, уже при гетманской власти и при иных обстоятельствах. Митрополитом Киевским на месте убитого митрополита Владимира стал архиепископ Антоний (Храповицкий)). Он позаботился, чтобы большинство делегатов на собор было канонической ориентации, и это дало возможность устранить из участия в соборе сепаратистских делегатов. Собор постановил, что церковь на Украине продолжает оставаться в юрисдикции Московского патриархата с правами ограниченной автономии.
На третьей и последней сессии собора, которая началась в октябре, с полной силой была продемонстрирована непримиримая позиция пророссийских сил. Министр исповеданий гетманского правительства Александр Лотоцкий, историк, знаток церковного права и писатель, на этом соборе призвал к автокефалии Украинской православной церкви. Через несколько дней после выступления министра Лотоцкого гетманское правительство пало, и к власти пришла Директория Украинской Народной Республики. Работа собора была закончена в связи с этим.
1 января 1919 года был принят «Закон об автокефалии Украинской Православной Церкви и её высшего правительства». Правительство УНР имело в виду полную независимость Украинской православной церкви. В конце января 1919 года правительство УНР поручило послу в Турции Александру Лотоцкому просить Константинопольскую патриархию о признании автокефалии Украинской православной церкви. Однако возглавляемая Лотоцким дипломатическая миссия прибыла в Константинополь во время, когда патриарший престол был вакантным после удаления на покой патриарха Германа, а его преемника не позволяли выбрать турецкие власти. Местоблюститель патриаршего престола митрополит Дорофей (Маммелис), ссылаясь на это, заявил о невозможности решения просьбы посла Украины при таких обстоятельствах, но выразил надежду, что «украинский народ будет стоять дальше крепко в родительской Православной вере, ожидая с полной уверенностью осуществления своего желания согласно со священными канонами и правилами».
В феврале 1919 года Киев снова заняла Красная армия. Борьба за автокефалию восстановилась как церковно-общественное движение уже при советской власти. Украинские национально-церковные силы начали в новых условиях кампанию за создание украинских парафий и регистрацию их в органах власти. Такую возможность открывал перед ними «Закон об отделении церкви от государства и школы», провозглашённый Совнаркомом УССР в конце января 1919 года. Этот закон был, с одной стороны, направлен против Церкви, ибо передавал в руки государства храмы и всё церковное имущество и давал властям право закрывать нежелательные ей церкви, конфисковать их имущество, изымать церковные ценности. Но с другой стороны, власть давала храмы в пользование общинам, к которым она не имела претензий и которые своей деятельностью могли подрывать авторитет и соборность РПЦ, так как более масштабные действия советская власть ещё опасалась совершать.
Весной 1919 года в Киеве была основана первая украинская православная парафия. Это произошло после того как епископ Черкасский Назарий (Блинов), руководивший тогда делами Киевской епархии, отверг просьбу православных украинцев Киева позволить им отправить Страсти Господни и Пасхальную литургию с чтением Евангелий на украинском языке. Власть зарегистрировала парафию и передала в её распоряжение Свято-Николаевский собор на Печерске, построенный гетманом Иваном Мазепой. 22 мая, в день святителя Николая Чудотворца (Николы летнего) в этом храме состоялась первая украинская служба, которую отправил протоиерей Василий Липковский и несколько других украинских священников. Композитор Николай Леонтович написал для этой службы оригинальную музыкальную композицию. Вскоре после того, несмотря на сопротивление со стороны епископа Назария и духовенства, сторонники автокефалии основали второй приход при Андреевском соборе, а в июне получили от властей в своё распоряжение Софийский собор.
Украинские приходы создавались также по другим городам. Тогда уже действовала Всеукраинская православная церковная рада нового состава. Её силами был создан Союз украинских православных приходов, который должен был объединять украинские православные общины и координировать их деятельность.

## Провозглашение автокефалии в 1920 году
Украинские национально-церковные деятели не оставляли надежду найти возможность независимости своей церкви во взаимопонимании с епископами РПЦ. Но сопротивление преданных московскому патриарху епископов независимым стремлениям православных украинцев всё усиливался. 30 апреля 1920 года по распоряжению епископа Назария все не выполнившие распоряжение священники Киева были запрещены в священнослужении. В ответ на это, Всеукраинская православная церковная рада, собравшись 5 мая, объявила недействительным распоряжение о запрете священнодействия нарушившим священникам и постановила прекратить подчинение русской православной иерархии. «Считать Украинскую Православную Церковь освобождённой от московской превосходства — автокефальной и независимой», — говорилось в постановлении Рады.
После возвращения петлюровской армии в Киев, 5 мая 1920 года представители Всеукраинской православной рады и активисты украинского националистического движения провозгласили на Украине автокефальную (самостоятельную) украинскую православную церковь. На своём заседании рада вынесла постановление, по которому для возрождения украинской церкви не следовало считаться с реакционной позицией православного епископата и обращать внимание на запрещение епископа Назария. Рада объявила всех находящихся на Украине епископов врагами украинского народа за то, что они пребывают в общении с Московской патриархией и Патриархом Московским и всея России Тихоном. Провозгласив автокефалию, украинская православная церковь окончательно порвала с Московской патриархией: «Киевский епископат, будучи представителем московской духовной власти, постоянным торможением националистического украинского церковного движения, наконец, запретами священников, обнаружил себя не пастырем добрым, а врагом украинского народа и этим своим поступком отошёл от Украинской Церкви. Вследствие всего этого Украинская Православная Церковь, состоящая из украинских приходов, осталась без епископов», — заявила Всеукраинская православная церковная рада. Рада также выдвинула главный принцип управления Церковью — всенародное соборное правление.

### Создание собственной иерархии УАПЦ
Получение собственной иерархии стало главной задачей, как говорилось в постановлении ВПЦР. Ни один из действующих епископов не принимал участия в принятии решения отделения Украинской Церкви, тогда как рукоположение ни священников, ни епископов, без нескольких действующих епископов невозможны (см. Апостольское преемство).
Российские иерархи категорически отказывались поставлять в епископы кандидатов, которых предлагали православные украинцы. Впоследствии оказалось, что митрополит Антоний (Храповицкий) ещё в конце 1918 года заставил всех своих епископов подписать письменное заявление о том, что они останутся верными Русской Церкви и не присоединятся к автокефалии. Архиепископ Полтавский Парфений (Левицкий), давний сторонник украинизации Православной Церкви на Украине, согласился в августе 1920 года взять под свою опеку украинские православные приходы, и его начали поминать на богослужениях, как митрополита УАПЦ, но он сам не принял предложенного ему сана и звания, а узнав о нежелании возврата УАПЦ в лоно канонической церкви, вовсе прервал своё отношение с автокефалами. Нужен был ещё хотя бы один благосклонный епископ, и проблема собственной иерархии была бы решена.
Московский патриарх Тихон прислал в Киев своего экзарха — архиепископа Михаила (Ермакова), настроенного антиукраински. В феврале 1921 года собор епископов в Киеве лишил священнического сана всех священников украинских парафий и издал постановление о ликвидации ВПЦ Рады и Союза украинских парафий. Все дальнейшие попытки найти иерархов, которые согласились бы свершить чин хиротонии, терпели неудачу. УАПЦ пользовалась большой популярностью, постоянно вырастали новые приходы, но для них не было священников и некому было их рукоположить. Между тем, Всеукраинская православная церковная рада проводила подготовку к Первому всеукраинскому церковному собору, который должен быть завершить движение за возрождение УАПЦ и ликвидировать «епископско-самодержавный устрой Церкви». Поиски православного епископа, который бы согласился войти в состав УАПЦ, продолжались до 30 октября 1921 года, однако успехов не принесли.
После того как Киев покинули поляки и вновь вернулись большевики, автокефалисты созвали свою первую конференцию. 12 июня 1920 года они собрались в Софийском соборе и решали проблему отсутствия епископов в их среде. Будущий обновленческий епископ Антонин (Грановский), согласившийся было на участие в этом деле, впоследствии отказался.
14 октября 1921 года в Софийском соборе в Киеве открылся Первый всеукраинский православный церковный собор. На него съехались со всей Украины 472 делегата, среди них 64 священника, 17 диаконов, представители парафий, выдающиеся украинские общественные, культурные и научные деятели. Наибольшую активность проявляли профессора Агафангел Крымский, Василий Данилевич, Владимир Чеховский и священники Василий Липковский и Нестор Шараевский. Председателем Всеукраинской православной церковной рады и Всеукраинского собора духовенства и мирян вновь избрали Михаила Мороза. Митрополит Михаил (Ермаков) решительно отказался принять участие в соборе и рукоположить для УАПЦ первых епископов. Митрополит прибыл только вместе с несколькими священниками, благословения не дал, а попросил разъехаться по домам. На вопрос участников, может ли митрополит «посвятить для украинцев» епископа, экзарх ответил, что на Украине епископов вполне достаточно, а если будет ощущаться нужда в них, то он рукоположит того, кого сочтёт достойным. Митрополит отверг кандидатуры, предложенные активистами Рады для рукоположения, и покинул съезд. В ответ на окончательное обращение собора экзарх заявил: «Я гадюк в епископы не посвящаю». Липковский сказал на этом съезде, что, не прибыв на собор, православные епископы сами «отлучили себя от Украинской Церкви».
Участник этого съезда священник Ксенофонт Соколовский спросил: «не намерен ли собор сам создать епископат?», на что Чеховский ответил: раз собор признаётся правомочным и каноничным, такая возможность не исключена.
Когда растаяла последняя надежда на возможность традиционного поставленные иерархов, собор обратился к практике древних времен, когда в некоторых Церквях, например, в Церкви Александрийской, рукоположение происходило всем собором и порой даже без участия епископов. Историческое основание этого шага обосновал в своём докладе выдающийся украинский богослов Владимир Чеховский.
На следующий день съезда Чеховский на основании церковно-исторических данных стал доказывать, что верующие могут сами, без епископов, рукоположить себе архиереев, и поэтому съезд имеет полное каноническое и догматическое право поставить выбранного им архипастыря. Он доказывал это, указывая на то, что в апостольские времена рукоположениями занимались пророки, которые сами не являлись епископами, и что так же был рукоположён апостол Павел, апостол Тимофей был поставлен руками пресвитеров.
Хотя участники этого исторического акта шли по примеру древней Александрийской Церкви, они не исключали освящённого многовековой практикой и зафиксированного в церковных канонах правила, кандидат на епископа должен быть поставлен руками трёх, или не менее двух, епископов. Они признали, что соборное поставленные митрополита Василия Липковского, а затем епископа Нестора Шараевского, было вынужденным актом и записали в принятых собором канонам УАПЦ, что в дальнейшем все епископские хиротонии происходить согласно традиции Вселенской православной церкви. Таким, давно принятым в Православной Церкви способом, в течение следующих дней был посвящены ещё четверо епископов. Украинских епископов стали называли «самосвятами» и «безблагодатными».
Чеховский, без ссылки на соответствующие источники, утверждал, что в Александрийской и Римской Церквах посвящали пресвитеры, а потом епископы будто бы отняли у пресвитеров это право, что, по словам Чеховского, было нарушением апостольской практики. Чеховский стал отрицать Благодать Святого Духа в епископах.
Итогом этого собора стало рукоположение новых епископов. Московский Патриарх Пимен в послании к Патриарху Константинопольскому Афинагору писал о том соборе: 

<…> Этот псевдособор провозгласил образование «Украинской автономной Православной Церкви». Руководитель сепаратистов, к тому времени отлучённый протоиерей, Василий Липковский был избран участниками «собора» во епископа новой «церкви». «Архиерейское» поставление Василия Липковского было совершено вопреки всем каноническим правилам (Ап. пр. 1; Антиох. Соб. пр. 19; 1 Всел. Соб. пр. 6 и др.). Сама «хиротония» была исполнена отлучёнными пресвитерами и мирянами с возложением на Липковского мощей (руки) священномученика Макария, митрополита Киевского. Сей кощунственный акт был повторён при последующей «хиротонии» во «епископа» также отлучённого протоиерея Нестора Шараевского. Характер этих «хиротоний» дал основание к распространению в верующем народе наименования новых раскольников «самосвятами».
Всеукраинский православный церковный собор провозгласил основными принципами УАПЦ автокефалию, соборноправность и украинизацию. Соборноправность означает участие всех членов церкви — епископов, священников и мирян — в решении вопросов церковной жизни. Украинизация — введение украинского языка в богослужение и все другие сферы церковной жизни, развитие проповедничества, церковного пения.
В первые годы после собора УАПЦ быстро развивалась и распространялась по всей Украине. В городах и селах основывались украинские парафии, быстрыми темпами увеличивалось духовенство. По данным документов руководящих органов Церкви, количество священников достигло 1500, а количество приходов — 1100. Епископат УАПЦ вырос за время существования Церкви до 34 человек. Епископы УАПЦ были духовными руководителями в назначенных им церковных округах. Митрополит Василий (Липковский), пока власть позволяла, объехал всю Украину, посетив более 500 приходов. Приходские советы заботились о хорошем состоянии храмов, о нравственной жизни своих прихожан, устраивали торжественные церковные праздники. Восстанавливались давние украинские традиции, братства, благотворительность, велись переводы богослужебных книг на украинский.

## Притеснение УАПЦ в 1920—1930-х годах
Советская власть сначала относилась к УАПЦ со снисхождением, надеясь использовать её для сопротивления РПЦ, с которой она вела тогда ожесточённую борьбу. Кампания против УАПЦ активизировалась после 1924 года. В её адрес сыпались обвинения в национализме, контрреволюции, «петлюровщине». Осенью 1925 года у УАПЦ начали отбирать церкви в некоторых местах. Епископам запрещали выезжать с места их резиденции и проповедовать, приходы облагались непосильными налогами: в случае несостоятельности общины оплатить требуемую сумму, приход закрывали. В 1926 году начались аресты епископов и священников. Первой жертвой стал популярный архиепископ Харьковский Александр (Ярещенко). За неосторожное высказывание о притеснениях со стороны власти его арестовали и сослали в Среднюю Азию.
В 1926 ГПУ выставило категорическое требование, чтобы на Втором всеукраинском православном церковном соборе в октябре 1927 года митрополит Василий был отстранён от руководящего поста. Альтернативой было закрытие собора властью и арест митрополита Липковского и других видных деятелей УАПЦ. Участники Собора удовлетворили это требование ГПУ, надеясь, что этим они спасут существование Церкви. Митрополитом был избран Николай (Борецкий). Церковь на время оставили в покое, и она пошла по пути развития: продолжалась работа над составлением и распространением богослужебного чина на украинском. С начала 1927 выходил печатный орган Церкви, журнал «Церковь и жизнь», но власти разрешили издать только 7 номеров. Советская власть никогда не прекращала борьбы против Церкви на приходском уровне, пытаясь сломать верующих конфискационными налогами, возрастающей антицерковной пропагандой, притеснениями и арестами священников. В 1929 прошла волна массовых арестов: были арестованы несколько епископов, около 700 священников и многочисленных церковные деятели. В то время советская власть уже окончательно решила ликвидировать УАПЦ. Её было решено связать её с подпольной самостийницкой организацией СВУ (Союз Освобождения Украины), которую якобы разоблачило тогда ГПУ. Следователи ГПУ пытались доказать, что УАПЦ находилась под непосредственным контролем СВУ, а её деятели участвовали в подготовке восстания для свержения советской власти. Среди арестованных в связи с причастностью к этой организации был Владимир Чеховский, его брат, священник Николай Чеховский и выдающийся церковный деятель из Полтавы Константин Толкач. Владимир Чеховский приговорён к 10 годам заключения со строгой изоляцией, его брат отец Николай — до 3 лет. Во время их пребывания в тюрьме им без суда увеличили сроки осуждения, а в 1937 году обоих расстреляли.
В 1930 году, ввиду новых политических реалий, УАПЦ приняла решение о самороспуске. ГПУ приказало созвать на 28-29 января 1930 чрезвычайный церковный собор, на который прибыло несколько ещё неарестованых тогда епископов и около 40 священников. В проекте постановления, которые ГПУ заготовило и передало собору, УАПЦ заклеймена как «явная антисоветская контрреволюционная организация», составляющую часть СВУ, а её деятелей — как контрреволюционеров и петлюровцев; проект постановления заканчивался заявлением о самоликвидации УАПЦ.
После чрезвычайного собора аресты не прекратились, а ещё больше усилились. Арестован митрополит Николай (Борецкий), ещё несколько епископов и более 800 священников. На конец 1930 года действовало всего около 300 приходов УАПЦ при незакрытых ещё храмах, которые функционировали без руководства и связи между собой, в условиях постоянно растущего террора.
По приказу ГПУ, 9-12 декабря 1930 году в Киеве состоялся второй чрезвычайный собор. Украинскую православную церковь было разрешено возобновить, но уже без названия «автокефальная». Митрополитом выбрали архиепископа Харьковского Ивана (Павловского). ГПУ приказало ему перенести митрополичью кафедру в Харьков, где в то время была столица УССР. В Церкви осталось 7 епархий. Церковной жизнью снова начали управлять епархиальные советы, под контролем ГПУ.
Во время голода 1933 года церковные общины во многих селах вымирали вместе со своими прихожанами и священниками. В конце февраля 1934 власти закрыли и ограбили Софийский собор. В 1934—1935 годах начато осуществление плана массового уничтожения церквей. Жертвами этого варварства пали Михайловский Златоверхий монастырь и Трёхсвятительская церковь в старом Киеве, Николаевский собор на Печерске, Братский монастырь и собор Успения Богородицы (Пирогоща) на Подоле, Николаевский собор в Харькове, Преображенский собор в Одессе, Успенский собор в Полтаве, Покровский собор в Запорожье и многие другие.
Ликвидация УАПЦ закончена в 1935—1937 годах, когда ГПУ арестовало остальных епископов, включая митрополита Ивана (Павловского). В тюрьмах и концлагерях оказалась большинство священников, тысячи верующих. Митрополита Василия (Липковского), который в течение почти 10 лет после устранения его с митрополичьей кафедры провёл в условиях домашнего ареста — фактической ссылки — арестован в 1937 году. 20 ноября его приговорили к расстрелу, а 27 ноября приговор был приведён в исполнение. Митрополит Николай (Борецкий) не выдержал условий тюремного режима, психически заболел и умер в Ленинградской психиатрической тюрьме. Митрополит Иоанн (Павловский) закончил жизнь в ссылке в Казахстане. После 1937 на Украине не осталось ни одного действующего епископа УАПЦ, ни одного прихода с украинским языком богослужения
Духовенство УАПЦ было почти полностью уничтожено в 1930—1937 гг., и лишь епископ Иоанн (Теодорович) продолжал служение в Канаде и США, где УАПЦ успела создать свою епархию.

## Иерархия Украинской автокефальной православной церкви (1921—1936)
- Митрополит Василий Липковский, Киевский и всея Украины (1921—1927)
- Митрополит Николай Борецкий, Киевский и всея Украины (1927—1930)
- Митрополит Иван Павловский, Харьковский и всея Украины
- Архиепископ Нестор Шараевский
- Архиепископ Александр Ярещенко
- Архиепископ Иоанн Теодорович
- Архиепископ Иосиф Оксиюк
- Архиепископ Константин Малюшкевич
- Архиепископ Георгий Жевченко (Евченко)
- Архиепископ Константин Кротович
- Архиепископ Георгий Михновский
- Архиепископ Степан Орлик
- Архиепископ Антоний Гриневич
- Архиепископ Феодосий Сергеев
- Архиепископ Николай Пивоваров
- Епископ Евфимий Калишевский
- Епископ Владимир Самборский
- Епископ Николай Карабиневич
- Епископ Конон Бей
- Епископ Александр Червинский
- Епископ Георгий Тесленко
- Епископ Петр Ромоданов
- Епископ Максим Задвирняк
- Епископ Владимир Даховник-Даховский
- Епископ Марк Грушевский
- Епископ Григорий Мозолевский
- Епископ Михаил Маляревский
- Епископ Николай Ширяй (Хиряй)
- Епископ Пётр Тарнавский
- Епископ Владимир Бржосновский (Бриосневский)
- Епископ Юрий Прокопович
- Епископ Григорий Стороженко
- Епископ Филипп Бучило
- Епископ Иаков Чулаевский